# ダビデの星

イスラエルの国旗にも入っているダビデの星

イスラエル空軍の国籍マーク

ダビデの星（ダビデのほし）は、ユダヤ教、あるいはユダヤ民族を象徴する印。その形は六芒星（ヘキサグラム）であり、二つの正三角形の複合体である。イスラエルの国旗にも描かれている。文字コードはU+2721（Unicode、✡）。

## 由来・起源
このしるしは、古代イスラエルのダビデ王に由来するとされるが、歴史的に実在した実際のダビデ王との関連を示す証拠は無い。その起源についても様々な説が唱えられている。
14世紀説ヘブライ百科事典によると、ユダヤ人が散り散りになっていたころは国の軍隊や国防が無かったため旗を持たなかったが、1354年にカール4世によって「赤字に六芒星の描かれた旗」を掲げることが許可されたという。
17世紀説イスラエル・シャハクはダビデの星の起源について以下のような説明をしている。三十年戦争末期の1648年、神聖ローマ帝国の側に立ってプラハを防衛していた民兵軍がスウェーデン軍を撃退した。これを受けたハプスブルク朝のフェルディナント3世は、民兵軍の武勲を嘉して各部隊のそれぞれに旗印を下賜した。民兵の中にはユダヤ人部隊もあったが、ドイツの宮廷には、ユダヤ人の印としてどんな図柄を使えば良いか知る者がなかったどころか、宮廷ユダヤ人のオッペンハイマー家ですら何のアイディアも出せなかった。そこで、ウィーンの政府はイエズス会に何か良い知恵はないか相談したところ「ダビデ王は楯の紋所にみずからの名前の最初と最後の文字『D』を使ったに違いなく、古いヘブライ文字でDの字はギリシャ文字『Δ』に似た三角形だから、Davidのスペルの最初と最後の『D』の字二つを表す三角形を、互いに組み合わせた形にしてはどうだろうか」というアイディアを得た。こうして、ユダヤ民兵部隊に「ダビデの楯」をあしらった旗が下賜されることになった。
11世紀説ヘブライ語聖書（旧約聖書）の最古の写本のひとつであるレニングラード写本（マソラ本文の書写記録によると作成は1008年）にも六芒星は描かれているため、この頃まで遡ると主張する説もある。
しかし、いずれの説をとるにしても、この印は欧州のユダヤ人社会に野火のように広がり、19世紀はじめにはロスチャイルド家の家紋にも取り入れられた。それまでユダヤコミュニティーにはアイデンティティーを誇示するわかりやすいシンボルが無かったため、反動としてやたらに乱用され、それ以前の古い物にも後から描き加えられたものが少なくない。

## 各国での扱い
クロアチア
クロアチアの自治体の紋章にも多く描かれるが、これらの多くはダビデの星と六芒星が混在する。
ハンガリー
ブダペシュト・ドハーニ街シナゴーグの窓には、なぜか八芒星が用いられている。ちなみにダビデの星と同じ模様の六芒星は使われていない。
ドイツ
第二次世界大戦期、ナチス・ドイツはその占領地において、ユダヤ人を識別するための標識として、ユダヤ人に黄色で描いた星型紋様をつけることを義務づけた（イエローバッジ）。これは当時"Judenstern"（ユダヤの星）または"Zionstern"（シオンの星）と呼ばれており、"Davidstern"（ダビデの星）とは呼称も表記もされていなかった。ナチス・ドイツが「ダビデの星("Davidstern")」という名前を使っていないのに、戦後の文献では「Zionstern」や「Judenstern」を「ダビデの星」とわざわざ意訳したり、ドイツ語文献の場合は「Davidstern」にわざわざ言い換えをしている。

## 日本での扱い
日本ではしばしば、魔術的な意味合いを持つ「ソロモンの印」や魔よけとして用いられる「籠目」と混同される。
また、サブカルチャーやアクセサリーにおける意匠として用いられることがある。この場合、作品自体はユダヤと無関係な場合も多い。
そのほか、日ユ同祖論の根拠として言及されることもある。

## 各国語での名称
| 言語         | 名称                                                       | 図形名                 |
| ------------ | ---------------------------------------------------------- | ---------------------- |
| ヘブライ語   | מגן דוד maghen dawidh マーゲーン・ダーウィーズ             |                        |
| 日本語       | ダビデの星                                                 | 六芒星、籠目（かごめ） |
| 中国語       | 大衛星、大衛之星                                           | 六角星、六芒星         |
| イタリア語   | stella di David                                            |                        |
| スペイン語   | estrella de David                                          |                        |
| フランス語   | étoile de David                                            |                        |
| ドイツ語     | Schankzeichen, Zoiglstern, Davidstern                      | hexagramm              |
| エストニア語 | Taaveti täht                                               | Heksagramm             |
| オランダ語   | Davidster                                                  |                        |
| 英語         | Brewer's Star, Star of David, David's Star, David's Shield | hexagram               |
| ポーランド語 | Gwiazda Dawida                                             | Heksagram              |
| ハンガリー語 | Dávid csillag                                              |                        |
| ペルシャ語   | ستاره داود                                                 |                        |
| ポルトガル語 | Estrela de Davi                                            |                        |

## 符号位置
| 記号 | Unicode | JIS X 0213 | 文字参照          | 名称       |
| ---- | ------- | ---------- | ----------------- | ---------- |
| ✡    | U+2721  | -          | &#x2721; &#10017; | ダビデの星 |

## ダビデの星と表現規制
2004年、マイクロソフトはハーケンクロイツ（卐）とダビデの星を共に不適切な記号とし、Microsoft Office 2003に付属のフォントファイル「Bookshelf Symbol 7」からそれらの記号を削除するツールを2004年2月11日に配布した。
2018年、漫画投稿サイト「ジャンプルーキー!」において、作中に「六芒星」を描いた漫画作品が削除されていたことが判明する。当該サイトにおいては直接的な削除理由は明言されていないものの、漫画業界では「ダビデの星」が前述の第二次世界大戦期におけるユダヤ人差別を想起させるという理由でタブー視され、「六芒星」自体の使用を基本的に避ける風潮が広まっているとされる。